# コッコちゃん
『コッコちゃん』は、国友やすゆきによる日本の漫画。『モーニング』（講談社）にて連載された。

## 概要
主人公の美山幸子は難関をくぐり抜け、東日テレビ（とうにちテレビ）の入社試験に見事採用され、念願のアナウンサーに。しかし、彼女は3歩歩くと何でも忘れてしまうおっちょこちょいな性格で「コッコちゃん」とあだ名される。果たして憧れの女性・緒方真樹のような一流アナウンサーになれるのか？

## 登場人物
美山 幸子（みやま こうこ）
主人公。美貌と巨乳の持ち主で男性受けする容姿がコンプレックス。幼少時に友人を事故で亡くした際に取材に来た報道陣に度を越したインタビューをされてショックを受けていたところを緒方に救われ、彼女を尊敬しアナウンサーを志す。「3歩歩くと何でも忘れてしまう」おっちょこちょいな性格でミスをしてしまうこともしばしば。交友関係が広く友人が多いことが自慢。
緒方 真樹（おがた まき）
東日テレビアナウンス部長。幸子の良き理解者で彼女の憧れの女性でもある。
北島 信一（きたじま しんいち）
ディレクター。ヘビースモーカー。
須藤 弘美（すどう ひろみ）
幸子の先輩アナウンサー。胸が小さいことがコンプレックスであり、それが原因で失恋して以降は新人アナウンサーをイビって退職に追い込む事が生きがいになっており、巨乳の幸子をそのターゲットにして数々のイビリを行う。
永瀬 良子（ながせ りょうこ）
東日テレビのエース女子アナ。ある日社員食堂で「指定席」となっている自分の席に幸子が座ったことを根に持ち（幸子は「指定席」の存在を知らなかった）仲間と共に幸子に嫌がらせをする。
馬田（うまだ）
東日テレビ常務。好色家で「現役の女子アナを愛人にする」ことが夢であり、幸子を自分の愛人にしようと企む。
井手ともみ（いで ともみ）
幸子と同期入社のアナウンサー。幸子の良き理解者。
深町 澄香（ふかまち すみか）
幸子と同期入社のアナウンサー。
塚原 大吉（つかはら だいきち）
幸子と同期入社のアナウンサー。

## 単行本
- 国友やすゆき 『コッコちゃん』 講談社〈モーニングKC〉、全10巻
  1. 2001年11月1日発売 ISBN 4-06-328785-8
  2. 2001年12月1日発売 ISBN 4-06-328792-0
  3. 2002年3月22日発売 ISBN 4-06-328806-4
  4. 2002年6月21日発売 ISBN 4-06-328820-X
  5. 2002年9月20日発売 ISBN 4-06-328840-4
  6. 2002年12月20日発売 ISBN 4-06-328858-7
  7. 2003年3月20日発売 ISBN 4-06-328875-7
  8. 2003年6月23日発売 ISBN 4-06-328892-7
  9. 2003年9月22日発売 ISBN 4-06-328907-9
  10. 2003年10月23日発売 ISBN 4-06-328910-9